# Frederic Morgan, 5. Baron Tredegar
Frederic George Morgan, 5. Baron Tredegar (auch Frederick Morgan) (* 22. November 1873; † 21. August 1954) war ein britischer Adliger und Politiker.
Frederic Morgan war der zweite Sohn von Frederick Morgan und von dessen Frau Charlotte Anne Williamson († 1891), einer Tochter von Charles Williamson aus Balgray in Dumfries. Sein Vater war ein jüngerer Bruder von Courtenay Morgan, der später den Titel Baron Tredegar erbte, und zeitweise Mitglied des House of Commons. Er starb 1909. Morgan besuchte das Eton College und studierte in Oxford. 1909 wurde er Friedensrichter für Brecon und Radnor. 1898 hatte er Dorothy Syssylt († 1929), eine Tochter von Ralph Thurston Bassett geheiratet. Mit ihr hatte er einen Sohn und eine Tochter, die Ehe wurde 1921 geschieden. Nach dem Tod seines Neffen, des 2. Viscount Tredegar 1949 erbte er den Titel Baron Tredegar, womit er Mitglied des House of Lords wurde. Aufgrund von Morgans hohem Alter vererbte sein Neffe den Familienbesitz direkt an Morgans Sohn John, so dass die Familie nach Morgans Tod keine Erbschaftssteuern zahlen müsse. Nach Morgans Tod erbte sein Sohn den Titel Baron Tredegar.